# الأغورية

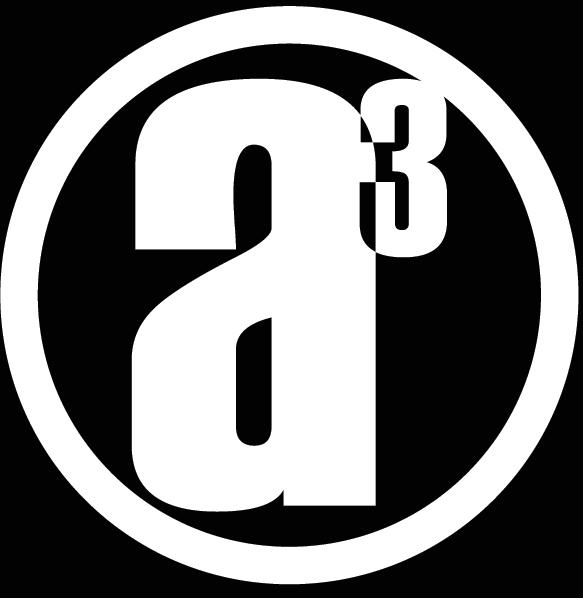

الأغورية مذهب فلسفي اجتماعي يدعو أصحابه إلى إقامة مجتمع تكون العلاقات بين أفراده طوعية على أساس الاقتصاد غير المؤسسي. والأغورا عند الإغريق ساحة وسط المدينة للتجمع والتجارة.